# 阪急阪神控股
阪急阪神控股株式會社（日语：阪急阪神ホールディングス）是阪急阪神東寶集團旗下一家控股公司。阪急阪神控股旗下有六家主要企業：阪急電鐵、阪神電氣鐵道、阪急阪神不動產、阪急交通社、阪急阪神急行、阪急阪神酒店，是阪急阪神東寶集團三大支柱之一——「阪急阪神控股集團」的核心公司。

## 概要
阪急阪神控股的前身是阪急電鐵株式會社。2005年（平成17年）4月1日正式將阪急電鐵業務移交全資子公司（現在的阪急電鐵株式會社）經營，成為控股公司。公司名稱更改為「阪急控股」。
2006年（平成18年）5月30日，宣布收購阪神電氣鐵道。同年6月19日，收購案獲得通過。同年10月1日，收購手續全部完成。阪急控股亦更名為「阪急阪神控股」，母公司「阪急東寶集團」亦更名為「阪急阪神東寶集團」。
2007年（平成19年）10月1日，阪急阪神東寶集團進行架構重組，阪急阪神控股旗下的阪神百貨店被併入同集團百貨業分支——H2O零售（前身為阪急百貨店，控股公司）。
2008年（平成20年）4月1日，重組旗下旅遊業務，合併原阪急及原阪神電鐵的業務。
2009年（平成21年）4月1日，購入神戶市轉讓的神戶高速鐵道15%股權。連同旗下的阪急電鐵及阪神電氣鐵道所持有的股權，阪急阪神控股取代神戶市，成為神戶高速鐵道的最大單一股東。

## 旗下主要子公司
阪急阪神控股的核心公司包括：阪急電鐵株式會社、阪神電氣鐵道株式會社、阪急阪神不動產株式會社、株式會社阪急交通社、株式會社阪急阪神急行及株式會社阪急阪神酒店六家全資子公司。

### 運輸業
控股子公司（合併財務報表）
- 阪急電鐵株式會社（阪急阪神控股全資子公司）
- 阪神電氣鐵道株式會社（阪急阪神控股全資子公司）
- 能勢電鐵株式會社（阪急電鐵持有80.34%股權）
- 北神急行電鐵株式會社（阪急電鐵持有55%股權）
- 北大阪急行電鐵株式會社（阪急電鐵持有50%股權）
- 神戶高速鐵道株式會社（阪急阪神控股持有15%股權，阪急電鐵及阪神電氣鐵道各持有9.95%股權，合計34.9%）
- 阪急鐵路服務株式會社（阪急電鐵全資子公司）
- Railway Technology株式會社
- 株式會社Globaltec（阪急電鐵全資子公司）
- 株式會社阪急電子通訊系統（阪急電鐵全資子公司）
- 阪急巴士株式會社
- 阪急觀光巴士株式會社（阪急巴士全資子公司）
- 阪急的士株式會社
- 株式會社阪急阪神MTech（阪急巴士持有66.67%股權，阪急的士持有7.26%股權，阪神巴士持有26.07%股權）
- 日本租賃車阪急株式會社
- Alna車輛株式會社

控股子公司（不合併財務報表）
- 阪神巴士株式會社（阪神電氣鐵道全資子公司）

## 外部連結
- 阪急阪神控股株式會社網站（日語）
  - 阪急阪神控股門戶網站－@Hankyu+Hanshin（日語）